# Jerzy Śliwowski

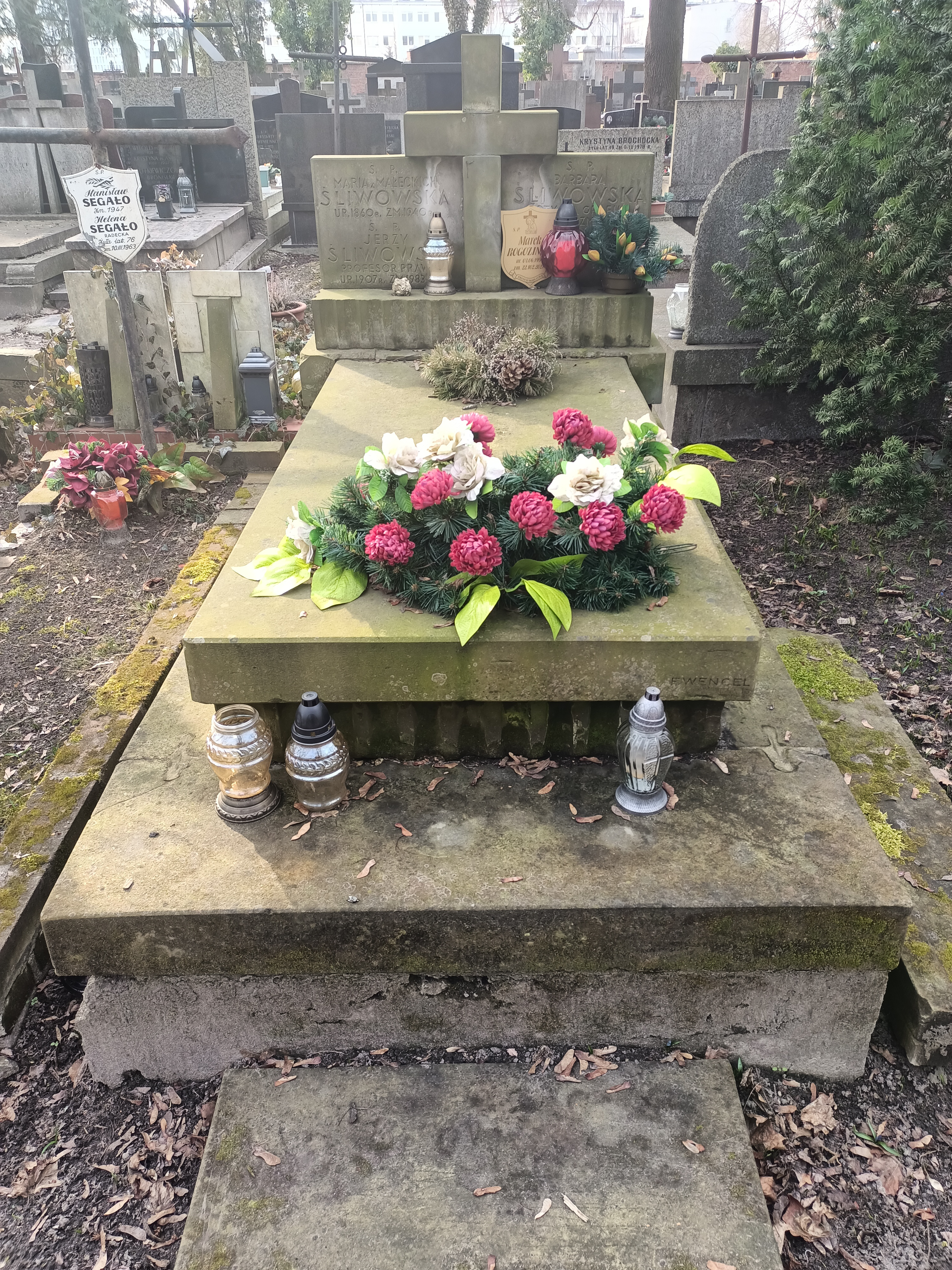
Nagrobek na cmentarzu powązkowskim w Warszawie

Jerzy Władysław Śliwowski (ur. 1 maja 1907 w Warszawie, zm. 25 lutego 1983 tamże) – polski adwokat i teoretyk prawa karnego, działacz polityczny, współzałożyciel i wieloletni wykładowca Wydziału Prawa Uniwersytetu Mikołaja Kopernika.

## Życiorys
Syn Rocha Władysława, adwokata, i Marii z Ostrowskich. Po ukończeniu w 1924 Gimnazjum im. Zamoyskiego w Warszawie, studiował na Wydziale Prawa Uniwersytetu Warszawskiego, otrzymując w roku 1928 dyplom magistra prawa. W roku 1933 ukończył Szkołę (później Akademię) Nauk Politycznych, po czym odbył aplikację przy Prokuratorii Generalnej, praktykował również w sądownictwie warszawskim. W 1939 uzyskał stopień doktora nauk prawnych na Uniwersytecie w Nancy nostryfikowany następnie na Uniwersytecie Warszawskim.
Po powrocie do kraju w 1939 rozpoczął prywatną praktykę adwokacką, którą prowadził również w okresie okupacji niemieckiej (1939–1944). Pomagał w opiece nad więźniami hitlerowskimi (akcja „Patronat”). W latach 1944–1945 był więziony przez Niemców w Grodzisku Mazowieckim, Skierniewicach i Łodzi, uciekł z transportu do obozu koncentracyjnego.
Po zakończeniu wojny pracował jako adwokat, m.in. w Grodzisku Mazowieckim. Bronił zbrodniarzy hitlerowskich, w tym Ericha Kocha. Wykładał na Uniwersytecie Łódzkim i Akademii Nauk Politycznych. w roku 1948 został mianowany zastępcą profesora na Uniwersytecie Mikołaja Kopernika oraz kierownikiem Zakładu Prawa Karnego. Wykłady prowadził do roku 1952, powrócił zaś na tę katedrę w roku 1959. Był twórcą Wydziału Prawa UMK i wieloletnim wykładowcą Katedry Prawa Karnego. Współtwórca kodeksu karnego wykonawczego z 1969. W latach 1952–1960 prowadził też wykłady zlecone na Uniwersytecie Marii Skłodowskiej-Curie w Lublinie.
Od 1945 działał w Stronnictwie Demokratycznym. W wyborach 1947 bez powodzenia ubiegał się o mandat posła z listy Bloku Demokratycznego w okręgu Pruszków. Zasiadał w Wojewódzkiej Radzie Narodowej z ramienia SD.
Jego imieniem nazwano audytorium w budynku UMK. Po latach prof. Stanisław Salmonowicz ujawnił, że Śliwowski był przez 15 lat współpracownikiem SB o pseudonimie „Kazus”.
Spoczywa na cmentarzu Powązkowskim w Warszawie (kwatera 330, rząd 1, grób 7).

## Wybrane publikacje
- Sądowy nadzór penitencjarny, Wydawnictwo Prawnicze, Warszawa 1965.
- Kodeks karny wykonawczy: wykonanie kary pozbawienia wolności, Zrzeszenie Prawników Polskich Zarząd Okręgu dla m.st. Warszawy, Warszawa 1970
- Polska myśl penitencjarna 1946-1971, Państwowe Wydawnictwo Naukowe, Poznań 1972.
- Kara ograniczenia wolności. Studium penalistyczne, Wydawnictwo Prawnicze, Warszawa 1973.
- Prawo karne, Państwowe Wydawnictwo Naukowe, Warszawa 1979.
- Kara pozbawienia wolności we współczesnym świecie, Wydawnictwo Prawnicze, Warszawa 1981.
- Prawo i polityka penitencjarna, Państwowe Wydawnictwo Naukowe, Warszawa 1982.